# Газопровід Центральна Азія — Центр
«Центральна Азія — Центр» — система газопроводів, створена в часи існування СРСР для подачі блакитного палива з Туркменії та Узбекистану через Казахстан до Росії. На момент спорудження носила назву «Середня Азія — Центр».
Система введена в дію у 1967—1985 роках, при цьому одразу чотири черги (САЦ-I, САЦ-II, САЦ-IV-I та САЦ-IV-II) сполучили з центральними районами Росії газові родовища Узбекистану та південно-східного Туркменістану і лише одна черга (САЦ-III) починається у західному, прикаспійському регіоні Туркменістану.

## Історія розвитку системи
У середині 1950-х в Узбекистані відкрили гігантське Газлінське газове родовище. В першій половині 1960-х його продукцію подали до Росії по трубопроводу Бухара — Урал, услід за чим взялись за спорудження системи транспортування блакитного палива до центрального регіону СРСР. В 1967 році стала до ладу черга I майбутньої системи «Середня Азія — Центр», на якій використали труби діаметром 1000 мм.  
В 1970-му ввели в дію чергу II, яка призначалась для видачі продукції туркменського походження. Вона мала дві нитки діаметром по 1200 мм, що починались на родовищах Гугуртлі та Наїп, які ввели в розробку у 1970 та 1972 роках відповідно (ще одне туркменське родовище – Ачак – вже підключили до черги I в 1967-му).  
Траси черг І та ІІ сходились на компресорній станції Хіва, перетинали Каракалпакію та західний Казахстан і досягали Олександрова-Гая (Саратовська область РФ). Звідси вони продовжувались у напрямку Москви та сполучались з її газопровідним кільцем в районі Воскресенська. Загальна довжина такого маршруту становила 2662 км, при цьому на ділянку від Газлі до Хіви припадало 348 км, від Хіви до Олександрова-Гая 1396 км, а завершальна ланка російськими теренами мала довжину у 918 км. Від ділянки Олександрів-Гай – Воскресенськ з 1968-го отримав живлення газопровід Мокроус – Самара – Тольятті. 
У 1975-му стала до ладу III черга, якою забезпечили видачу продукції прикаспійських родовищ. Вона починалась у Окаремі неподалік від іранського кордону та спершу прямувала на північ до казахського Бейнеу, де сходилась з іншими чергами системи у спільному коридорі до Олександрова-Гая. Звідси третя черга відхилялась на Острогозьк (Воронезька область), де сполучалась із  системою Північний Кавказ — Центр. Діаметр САЦ-III поступово зростав та перед Бейнеу досягав 1200 мм. Загальна довжина такого маршруту становила 2499 км, при цьому на ділянку до Бейнеу припадало 999 км, наступний відтинок до Олександрова-Гая становив 756 км, а завершальна ланка мала довжину у 744 км.
В 1976-му стала до ладу IV черга, яка починалась від розташованого на південному сході Туркменії гігантського Шатликського родовища. Поблизу Хіви вона сходилась з маршрутом перших двох черг, а завершальною ділянкою знову стала Олександрів-Гай – Острогозьк. IV черга мала початковий діаметром 1400 мм, що після Хіви зменшувався до 1200 мм.
У 1982-му роках почалось введення в розробку унікального Довлетабадського родовища (дещо більш ніж за сотню кілометрів на південь від Шатликського), що призвело до появи в наступні кілька років черги IV–II, яка зберігала до Олександрова-Гая діаметр 1400 мм, після чого на завершальному відтинку до Острогозька переходила на діаметр 1200 мм. Загальна довжина її траси становила 2737 км, з яких на ділянку від Довлетабаду до Хіви припадало 597 км. 
Нарешті, як ще один елемент системи «Середня Азія — Центр» можливо розглядати газопровід КС Каракум – Хіва – Бейнеу, що бере початок в місці приєднання трубопроводу від групи родовищ Учаджи/Сейраб/Малай (введені в розробку в 1984 – 1986 роках) та прямує до Бейнеу в одному коридорі з чергами IV–I та IV–II. Він також починається з діаметру 1400 мм із зменшенням після Хіви до 1200 мм, при цьому варто відзначити, що на схід та захід від Хіви (в районах Сазакіно та Кунград) існувала можливість передачі частини ресурсу до згаданого вище газопроводу Бухара — Урал (Газлійське родовище було на той час вже в основному вичерпане).
На заході Казахстану система «Середня Азія — Центр» стала джерелом ресурсу для газопроводу Макат –  Північний Кавказ, тоді як в районі Олександрова-Гая був можливий обмін ресурсом із газопроводами Оренбург – Новопсков та "Союз". 
В 1985-му повна пропускна здатність системи досягла 80 млрд м3.

## Сучасний стан
Після розпаду СРСР нійбільш інтенсивно використовували маршрут Довлетабад – Олександрів-Гай, по якому відбувались експортні поставки туркменського блакитного палива (його туркменська ділянка наразі відома як газопровід Довлетабад – Дер'ялик). В 2016-му Росія відмовилась від закупівлі ресурсу з Туркменістану, і хоча в 2019-му поставки відновились, проте вони відбувались у набагато менших обсягах.
Окремі елементи системи «Середня Азія — Центр» використовуються центральноазійськими країнами в межах свої внутрішніх газотранспортних систем. Так, Туркменістан задіяв відтинок Окарем – Бекдаш, а Казахстан відтинок Бейнеу – Жанаозен зі складу прикаспійської ділянки черги САЦ-ІІІ. Крім того, навіть за умови припинення транзиту туркменського/та або узбецького газу, важливу роль у казаській газотранспортній системі відіграватиме відтинок Бейнеу – Макат – Індер.
У 2003 році покійний президент Туркменістану Сапармурат Ніязов запропонував оновити існуючі системи і побудувати паралельно до західного відгалуження новий трубопровід. 12 травня 2007 року Володимир Путін з Росії, Нурсултан Назарбаєв з Казахстану і Гурбангули Бердимухамедов з Туркменістану підписали меморандум про реконструкцію і розширення західної гілки газопроводу. 20 грудня 2007 року Росія, Туркменістан і Казахстан завершили угоду про будівництво Каспійського прибережного трубопроводу паралельно існуючому САЦ-3, між компресорними станціями «Белек» у Туркменістані і «Олександров-Гай» у Росіх. Пропускна спроможність нового трубопроводу повинна була скласти 20-30 мільярдів кубічних метрів на рік, а ресурс на вихідну точку мав постачатися через трубопровід «Схід — Захід». Будівництво газопроводу повинно було початися у другій половині 2009 року, проте проект наразі законсервований. 8 квітня 2009 року о 20 годині 18 хвилин за місцевим часом на газогоні стався вибух між компресорними станціями Ільяли та Дарьялик через зменшення об‘ємів газу, що приймала РФ. Розрив труби із займанням стався на повітряному переході газогону біля кордону на території Туркменістану.